# Abortiu
Un abortiu és una substància o pràctica que provoca l'avortament. Històricament se sap que l'antiga colònia grega de Cirene va tenir una època d'esplendor i una part de la seva economia es basava en la producció i exportació de silphium, un fort abortiu de la família del julivert. Aquesta és la primera notícia coneguda de l'ús de plantes per provocar l'avortament. De fet, aquest comerç de silphium era tan arrelat a Cirene que la planta apareixia sobre l'anvers i el revers de monedes encunyades allà. Es desconeix quina espècie vegetal era silphium, que era originària només en aquella part de Líbia, però hom creu que es tractava d'algun tàxon del gènere Ferula possiblement avui extingit per la seva sobreexplotació per part dels grecs.
L'Església Catòlica a l'edat mitjana mentre imposava un control de la societat europea, va prohibir aquestes pràctiques abortives i a les dones que repartien herbes abortives se les considerava com bruixes i es perseguien per enviar-les a la foguera.

## Fàrmacs abortius
Des dels anys 80 es coneixen fàrmacs molt efectius per a provocar l'avortament. El més conegut és la mifepristona (també anomenada com "RU-486" o com "píndola de l'endemà". Sovint s'utilitza conjuntament amb el misoprostol un fàrmac antiúlcerós comercialitzat sota el nom "Cytotec". La mifepristona s'ha aprovat per a avortaments legals a molts països Occidentals des dels últims anys 90, mentre que no es prescriu per aquest ús el Misoprostol. Amb tot, en el mercat negre, el misoprostol és força utilitzat, darrerament, per induir-se personalment l'avortament sobretot entre la comunitat d'immigrants de països llatinoamericans o de països de l'est d'Europa.

## Herbes abortives
No són poques les plantes que poden sobreestimular els músculs uterins i poden arribar a induir a l'avortament. A Catalunya cal destacar-ne:
- Les rudes (Ruta graveolens i Ruta angustifolia), plantes prou conegudes com a emmenagogues que produeixen augment de la circulació sanguínia en l'úter, provocant menstruacions forçades i, en conseqüència, avortaments.
- Gitam (Dictamnus hispanicus) ja utilitzat de fa anys pels pastors per a fer avortar les cabres i, amb posterioritat, també s'ha emprat en maceració amb aiguardent per a la mateixa finalitat en dones.
- Julivert (Petroselinum crispum) La presència de l'apiol en l'oli essencial té un efecte conegudament abortiu. La planta fresca, però, no pot portar a avortaments perquè el contingut en oli essencial respecte al seu pes específic és massa baix. El fonoll (Foeniculum vulgare) també és molt ric en apiol i el seu oli essencial no és gens indicat durant l'embaràs.
- Corona de rei (Saxifraga longifolia) i la corona de reina (Saxifraga catalaunica) aquesta última endèmica de Catalunya.

Altres plantes tingudes com abortives són: la pastanaga borda (Daucus carota), la cimicifuga (Cimicifuga racemosa), l'arbre de la nou moscada (Myristica fragrans) i el papaier (Carica papaya).
A més, moltes de les plantes que s'utilitzen com a condiments com l'orenga (Origanum vulgare) el comí (Cuminum cyminum), la sajolida de bosc (Satureja montana), el gingebre (Zingiber officinale) posseeixen un alt contingut en beta-bisabolé que s'ha descrit com abortiu. Altres plantes aromàtiques, riques en essències, com el romaní (Salvia rosmarinus), l'espígol (Lavandula latifolia), la sàlvia (Salvia officinalis), la menta piperita (Mentha piperita), l'hisop (Hyssopus officinalis), l'alfàbrega (Ocimum basilicum) i l'absenta (Artemisia absinthium), quan es prenen en grans quantitats, tant la planta verda, seca i especialment el seu oli essencial, poden resultar abortives.
També cal ser prudents amb les plantes purgants, amb principis actius que per la seva acció extrema sobre la musculatura de l'estómac poden afectar també a l'úter. Entre elles hi ha la càssia (Cassia sp.), la fràngula (Rhamnus frangula) o la corfa sagrada (Rhamnus purshiana).